# Dworzec Terespolski

Dworzec Terespolski (Terespoler Bahnhof) war ursprünglich ein Kopfbahnhof im Warschauer Stadtdistrikt Praga-Północ. Er lag rund 200 Meter westlich des heutigen Bahnhofs Warszawa Wschodnia und wurde als Endstation der Eisenbahnstrecke Warschau–Terespol errichtet; es war der größte Bahnhof dieser Strecke. In den 1930er Jahren wurde er zu einem Durchgangsbahnhof umgestaltet, im Zweiten Weltkrieg zerstört und nach dem Krieg abgetragen.

## Geschichte

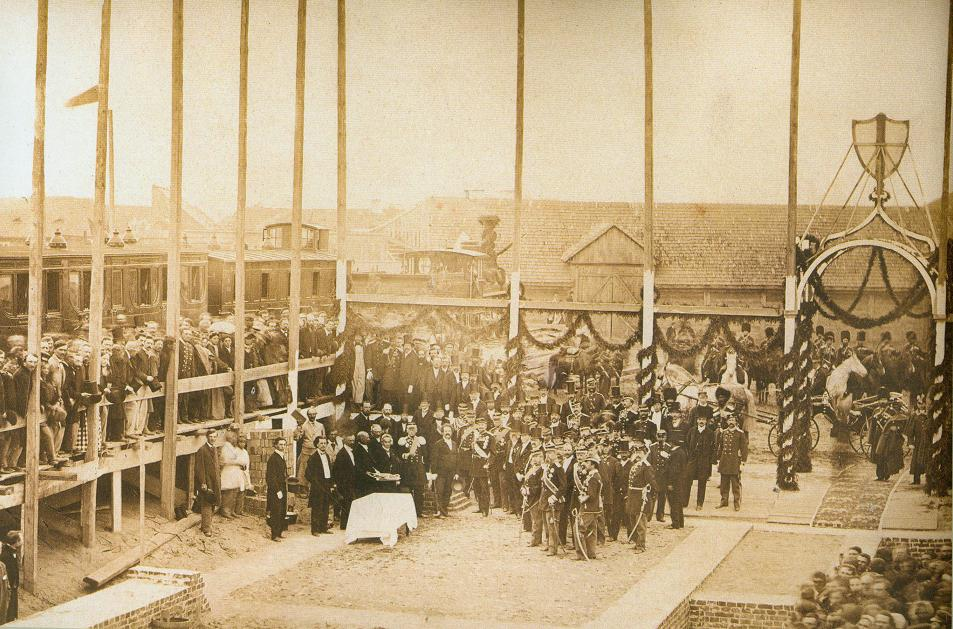
Die offizielle Grundsteinlegung am 20. Mai 1866

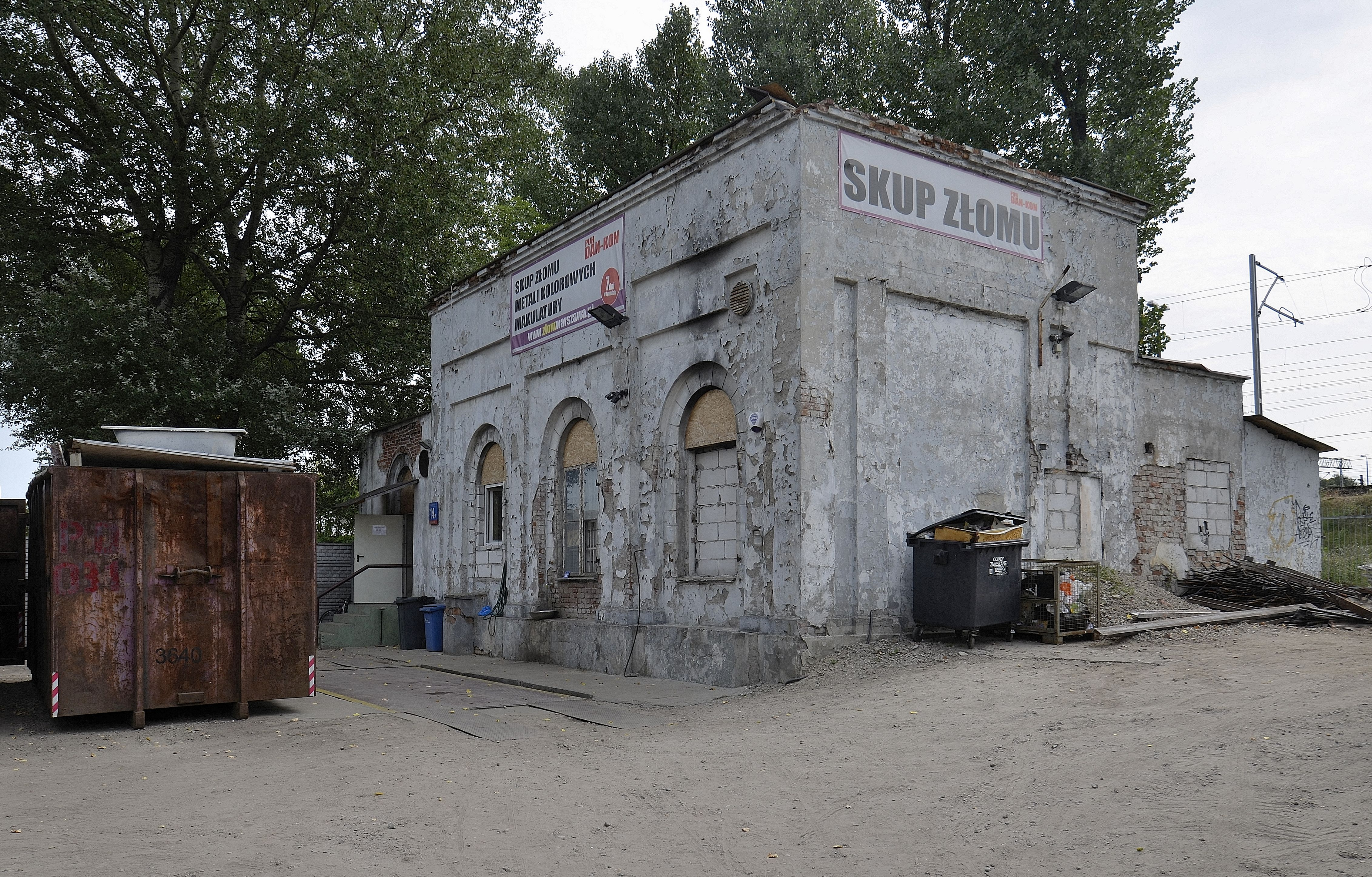
Verbliebenes Gebäudeteil im Jahr 2015, genutzt als Annahmestelle eines Schrotthändlers

Der Bahnhof wurde ab 1865 nach einem Entwurf des Architekten Alfons Kropiwnicki gebaut. Die offielle Grundsteinlegung fand statt, als bereits ein Jahr gebaut worden war, kurz darauf wurde der Bahnhof eröffnet; letzte Arbeiten waren 1868 abgeschlossen. Nach einer späteren Verlängerung der hier endenden Eisenbahnstrecke bis nach Brest wurde der Name des Bahnhofs in Dworzec Brzeski (Brester Bahnhof) geändert. Seit 1866 verband ein Doppeldecker-Pferdeomnibus den Bahnhof mit dem auf der Westseite der Weichsel gelegenen Bahnhof Dworzec Wiedeński. Ab 1883 ersetzte eine schienengeführte Pferdebahn die Omnibusse. In der Zwischenkriegszeit wurde der Name in Dworzec Wschodni (Ostbahnhof) geändert. 1933 wurde der Bahnhof über die Trasse Linia Średnicowa mit dem im Bau befindlichen Hauptbahnhof im Westen der Stadt verbunden. Im Rahmen des entsprechenden Umbaus zu einem Durchgangsbahnhof wurden neue Bahnsteige sowie weitere Gebäude errichtet.
Das Bahnhofsgebäude wurde am 5. September 1939 bei mehreren Bombenangriffen der deutschen Luftwaffe auf Warschau getroffen. Bei den Angriffen wurden neben Zivilisten auch eine Gruppe von im Sanitätsdienst eingesetzten Pfadfinderinnen getötet; ihnen ist ein Gedenkstein an der ul. Kijowa gewidmet. Während der Besatzungszeit im Zweiten Weltkrieg als Bahnhof Warschau-Ost genutzt, wurde er bei Kämpfen 1944 endgültig zerstört. Nach dem Krieg wurden die Ruinen abgerissen.
Ein noch bestehendes Teil des Bahnhofsgebäudes ist ein Fragment (drei Fensterachsen) des Erdgeschosses des ursprünglich zweigeschossigen Ostflügels mit hohen, halbkreisförmigen Fenstern, in dem sich seit dem Jahr 2013 das Lager einer privaten Altmetall-Ankaufstelle befindet. Das kleine Gebäude hat die Adresse ul. Kijowska 14a und liegt an den Eisenbahnschienen westlich des heutigen Ostbahnhofs. Im Jahr 2020 wurde das Objekt unter Denkmalschutz gestellt – eine Entscheidung, gegen die der Eigentümer, die Polskie Koleje Państwowe, Einspruch einlegte.

## Architektur
Das langgestreckte Bahnhofsgebäude verlief entlang der Bahngleise. Die Fassade lag an einer zunächst namenlosen Straße (ab 1915 ul. Kijowska), die von der damaligen ul. Wołowa (heute ul. Targowa) abzweigte. Der zweigeschossige Bau bestand aus einem 9-achsigen, hervortretenden Zentralgebäude und zwei je mit Flügeln verbundenen 3-achsigen Seitengebäuden. Der Haupteingang wurde von einem Balkon überdacht, den vier toskanische Säulen trugen. Im Erdgeschoss waren die Fenster halbkreisförmig ausgestaltet. Das Gebäude war sparsam mit Stuckelementen im Stil der italienischen Renaissance verziert. Die Fenster im ersten Stock erhielten dreieckige oder halbkreisförmige Giebel. Ebenso fanden flache Pilaster Verwendung.
Im ersten Stock befanden sich die Vorstandsbüros der betreibenden Eisenbahngesellschaft. Das Erdgeschoss beinhaltete in der Haupthalle nach den drei Reiseklassen getrennte Fahrkartenschalter sowie Warteräume und Gepäckschalter. Hier konnte auch – getrennt nach Klassen – gegessen werden. Neben dem Bahnhof befanden sich Gebäude für Werkstätten und Lagerhäuser.